# 217492 Howardtaylor
217492 Howardtaylor è un asteroide della fascia principale. Scoperto nel 2006, presenta un'orbita caratterizzata da un semiasse maggiore pari a 3,101664 UA e da un'eccentricità di 0,162558, inclinata di 0,704206° rispetto all'eclittica. Ha un diametro di 3,056 km.